# دپاو (ایندیانا)
دپاو (به انگلیسی: Depauw) یک منطقهٔ مسکونی در ایالات متحده آمریکا است که در شهرستان هریسون، ایندیانا واقع شده‌است. دپاو ۱۹۹٫۶۵ متر بالاتر از سطح دریا واقع شده‌است.